# Quasipaa yei
Quasipaa yei är en groddjursart som först beskrevs av Chen, Qu och Jiang 2002.  Quasipaa yei ingår i släktet Quasipaa och familjen Dicroglossidae. IUCN kategoriserar arten globalt som otillräckligt studerad. Inga underarter finns listade i Catalogue of Life.
Arten är bara känd från några exemplar som hittades i provinsen Henan i centrala Kina. Fyndplatsen är ett kulligt landskap vid cirka 420 meter över havet. Detta groddjur lever i mindre vattendrag i skogar.